# Powiat ząbkowicki
Powiat ząbkowicki – powiat w południowo-zachodniej Polsce, w województwie dolnośląskim, utworzony w 1999 roku w ramach reformy administracyjnej. Jego siedzibą jest miasto Ząbkowice Śląskie. Powiat leży między Górami Bardzkimi, Sowimi i Złotymi, a Wzgórzami Niemczańsko-Strzelińskimi, przecinany przez Nysę Kłodzką.
Dogodne położenie czyni z powiatu ząbkowickiego ważny element w systemie europejskich powiązań: odległość od Warszawy i Berlina wynosi około 350 km, od Pragi i Drezna około 280 km, od Brna i Krakowa około 250 km; do Szczecina, Wiednia i Bratysławy jest niewiele ponad 400 km, do Gdańska około 600 km.
Region geograficzno-historyczny położony na terenie Przedgórza Sudeckiego ma bardzo bogatą historię: głównymi miejscowościami tego terenu były od najdawniejszych czasów miasta Ziębice (niem. Muensterberg) – siedziba książąt ziębickich i Ząbkowice Śląskie, które administracyjnie i gospodarczo oddziaływały na okoliczne wsie.
W skład powiatu wchodzą:
- gminy miejsko-wiejskie: Bardo, Kamieniec Ząbkowicki, Ząbkowice Śląskie, Ziębice, Złoty Stok
- gminy wiejskie: Ciepłowody, Stoszowice
- miasta: Bardo, Kamieniec Ząbkowicki, Ząbkowice Śląskie, Ziębice, Złoty Stok

Przed 1 stycznia 1999 r. wszystkie gminy powiatu należały do województwa wałbrzyskiego.

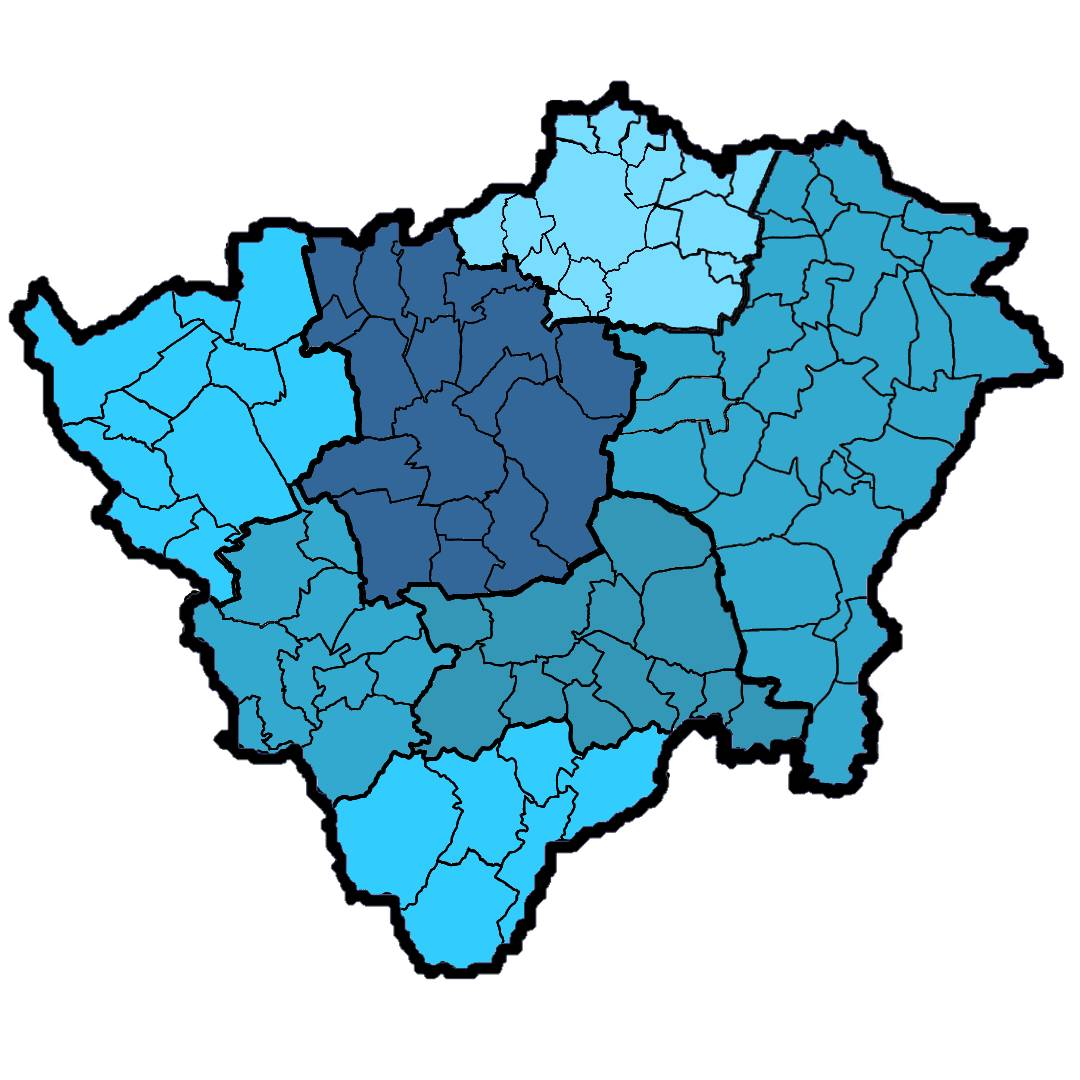
Bardzo szczegółowa mapa powiatu ząbkowickiego (z podziałem na gminy, a także miasta i sołectwa). Dodatkowo na mapie zaznaczono gęstość zaludnienia dla danej gminy (odcieniami koloru niebieskiego).

## Geografia
Według danych z 1 stycznia 2009 powierzchnia powiatu ząbkowickiego wynosi 801,75 km².
Powiat ząbkowicki leży w południowo-wschodniej części województwa dolnośląskiego, na terenie Przedgórza Sudeckiego pomiędzy Górami Złotymi, Bardzkimi i Sowimi, a wzgórzami Niemczańsko-Strzelińskimi. Graniczy od zachodu z powiatem kłodzkim, dzierżoniowskim i strzelińskim na północy, nyskim w województwie opolskim na wschodzie i Czechami na południu.
Główną rzeką przepływającą przez powiat przepływa Nysa Kłodzka.

## Demografia
Liczba ludności (dane z 30 czerwca 2005):
|        | Ogółem | Ogółem | Kobiety | Kobiety | Mężczyźni | Mężczyźni |
| osób   | %      | osób   | %       | osób    | %         |           |
| ------ | ------ | ------ | ------- | ------- | --------- | --------- |
| Ogółem | 69 644 | 100    | 36 016  | 51,71   | 33 628    | 48,29     |
| Miasto | 31 353 | 45,02  | 16 630  | 23,88   | 14 723    | 21,14     |
| Wieś   | 38 291 | 54,98  | 19 386  | 27,84   | 18 905    | 27,15     |

▶Wieś vs ▶miasto
Ogółem (▶k, ▶m)
Miasto (▶k, ▶m)
Wieś (▶k, ▶m)

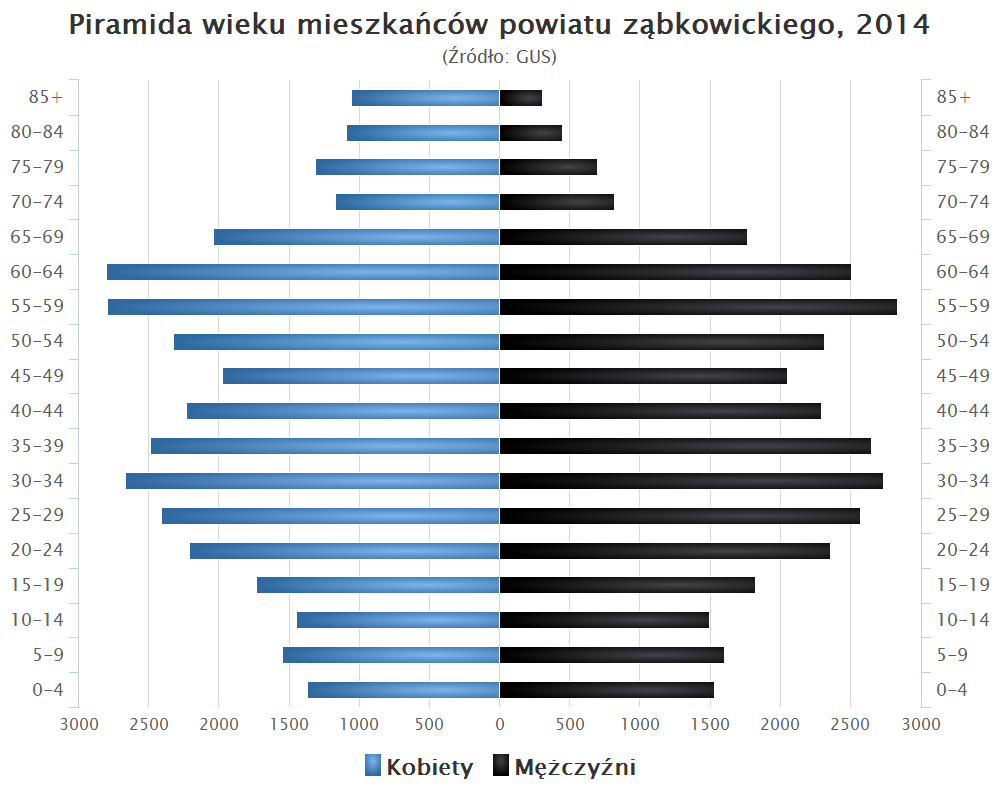
Piramida wieku mieszkańców powiatu ząbkowickiego w 2014 roku

Według danych z 31 grudnia 2019 roku powiat zamieszkiwały 64 802 osoby. Natomiast według danych z 30 czerwca 2020 roku powiat zamieszkiwało 64 486 osób.

## Gospodarka
W końcu września 2019 roku liczba zarejestrowanych bezrobotnych w powiecie obejmowała około 2 tys. mieszkańców, co stanowiło stopę bezrobocia na poziomie 9,1% aktywnych zawodowo.

## Historia

### Wczesne średniowiecze

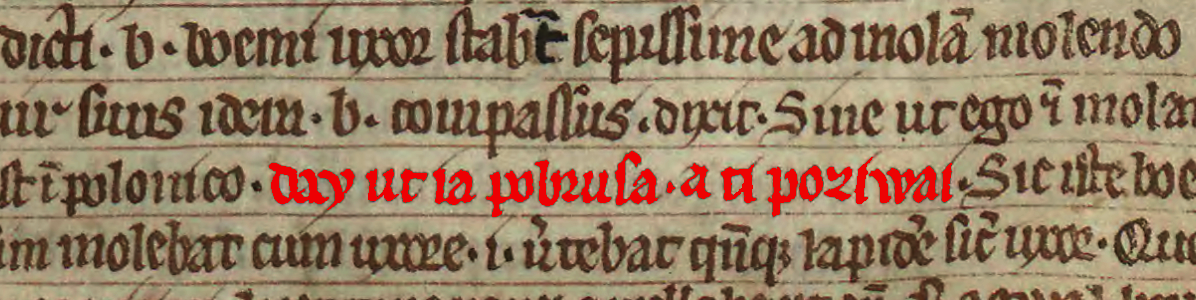
Fragment Księgi Henrykowskiej z zaznaczonym pierwszym zdaniem w języku polskim

Z uwagi na sprzyjający klimat, żyzne gleby oraz położenie przy ważnych szlakach handlowych, w tym tzw. szlaku bursztynowym tereny obecnego powiatu ząbkowickiego były zamieszkane od wczesnego średniowiecza przez ludność polską, o czym świadczą licznie występujące nazwiska rycerzy i chłopów, a także nazwy miejscowości występujące w Księdze Henrykowskiej z XIII w.
Około 990 r. teren ziemi ząbkowickiej został przyłączony wraz z całym Śląskiem do państwa Mieszka I. Po dokonaniu podziału Polski na dzielnice testamentem Bolesława Krzywoustego wchodziła ona w skład dzielnicy śląskiej, przyznanej najstarszemu synowi władcy – Władysławowi Wygnańcowi. Po konflikcie z młodszymi braćmi musiał on uciekać do Niemiec, a na Śląsk po pewnym czasie wrócili jego synowie: Bolesław Wysoki i Mieszko Plątonogi, którzy dokonali podziału dzielnicy na dwa księstwa. Ziemia ząbkowicka dostała się pierwszemu z nich i weszła w skład księstwa wrocławskiego. Jego prawnukowi Henrykowi IV Probusowi przypisuje się założenie Ząbkowic Śląskich.
Po śmierci Probusa w 1290 r. ziemia ząbkowicka przeszła pod panowanie jego krewnego – Bolka I Surowego, księcia świdnicko-jaworskiego. Ten zmarł w 1301 r., a terytorium jego księstwa po krótkim okresie współrządów jego synów, zgodnie z panującym zwyczajem uległo podziałowi w 1322 r.

### Księstwo ziębickie

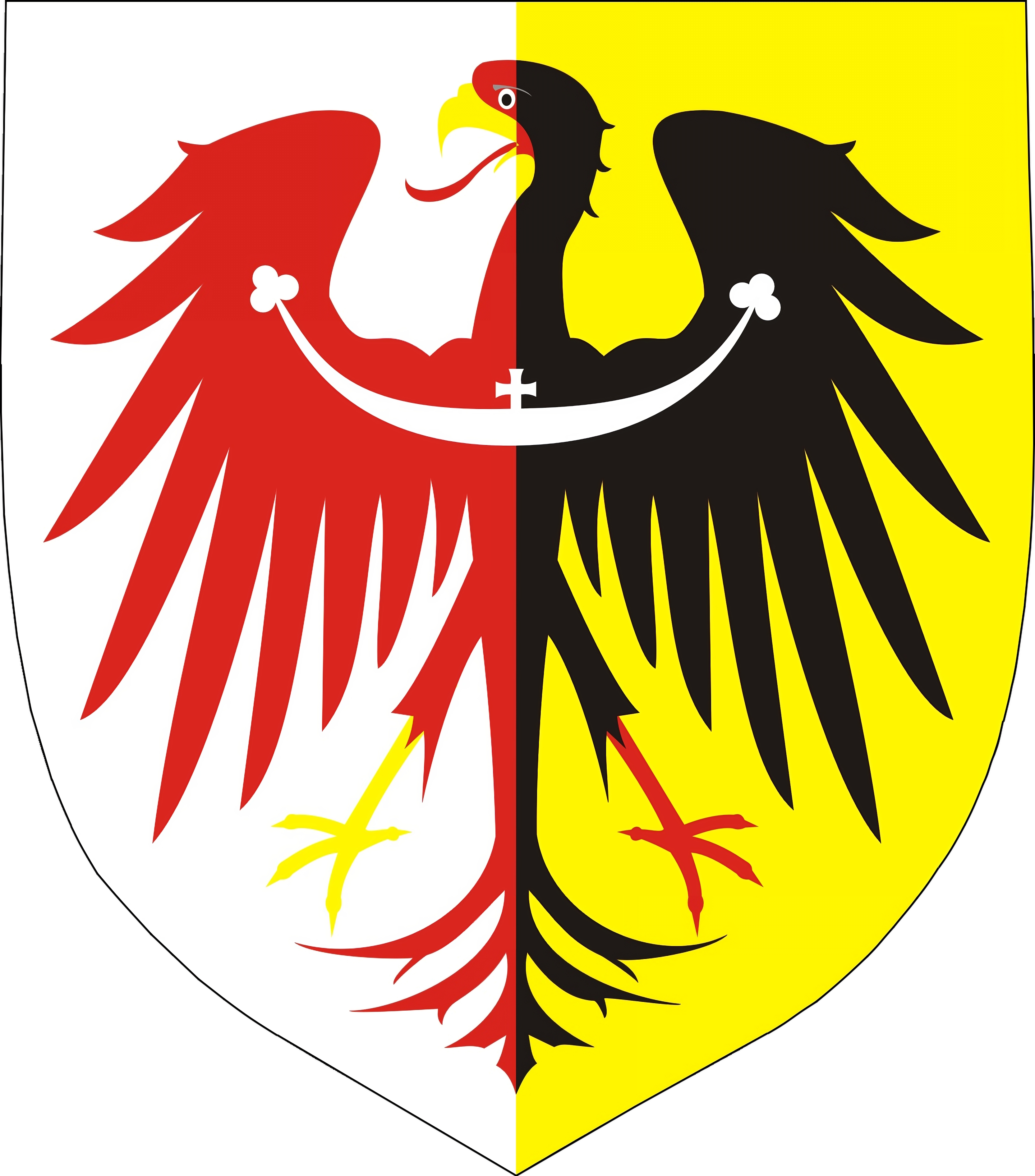
Herb księstwa ziębickiego w XIV w.

W ten sposób powstało księstwo ziębickie, które swoim obszarem objęło właściwie cały obszar współczesnego powiatu ząbkowickiego. Pierwszym jego władcą został książę Bolko II.
W latach 1327–1329 król czeski Jan I Ślepy, z dynastii Luksemburgów zmusił do złożenia hołdu lennego większość książąt śląskich, w tym władcę ziębickiego. Bolko II początkowo próbował oprzeć się zamiarom czeskiego króla, jednak ostatecznie uległ jego naporowi i w 1336 r. złożył mu hołd lenny. Odtąd ziemia ząbkowicka wchodziła w skład Korony Czeskiej dzieląc z nią wspólne losy polityczne.
Od samego początku rządy Piastów ziębickich nie były pomyślne dla regionu a ich księstwo należało do najbiedniejszych na Śląsku. Przedmiotem ich zastawów stały się m.in. Ząbkowice Śląskie, które w 1351 r. zostały sprzedane królowi czeskiemu za 6 tys. grzywien praskich groszy. W tym samym roku Ząbkowice zostały stolicą utworzonego wówczas dystryktu miejskiego (niem. Weichbild Frankenstein), który był pierwowzorem powstałego w XVIII w. samodzielnego powiatu ząbkowickiego.
W 1428 r. po śmierci ostatniego księcia piastowskiego – Jana, który poległ w bitwie pod Starym Wielisławiem w walkach z husytami księstwo zostało włączone bezpośrednio do Korony Czeskiej, a w Ziębicach utworzono kolejny dystrykt miejski (niem. Weichbild Münsterberg), który obejmował również okoliczne wsie.

### Ziemia ząbkowicka w Koronie Czeskiej

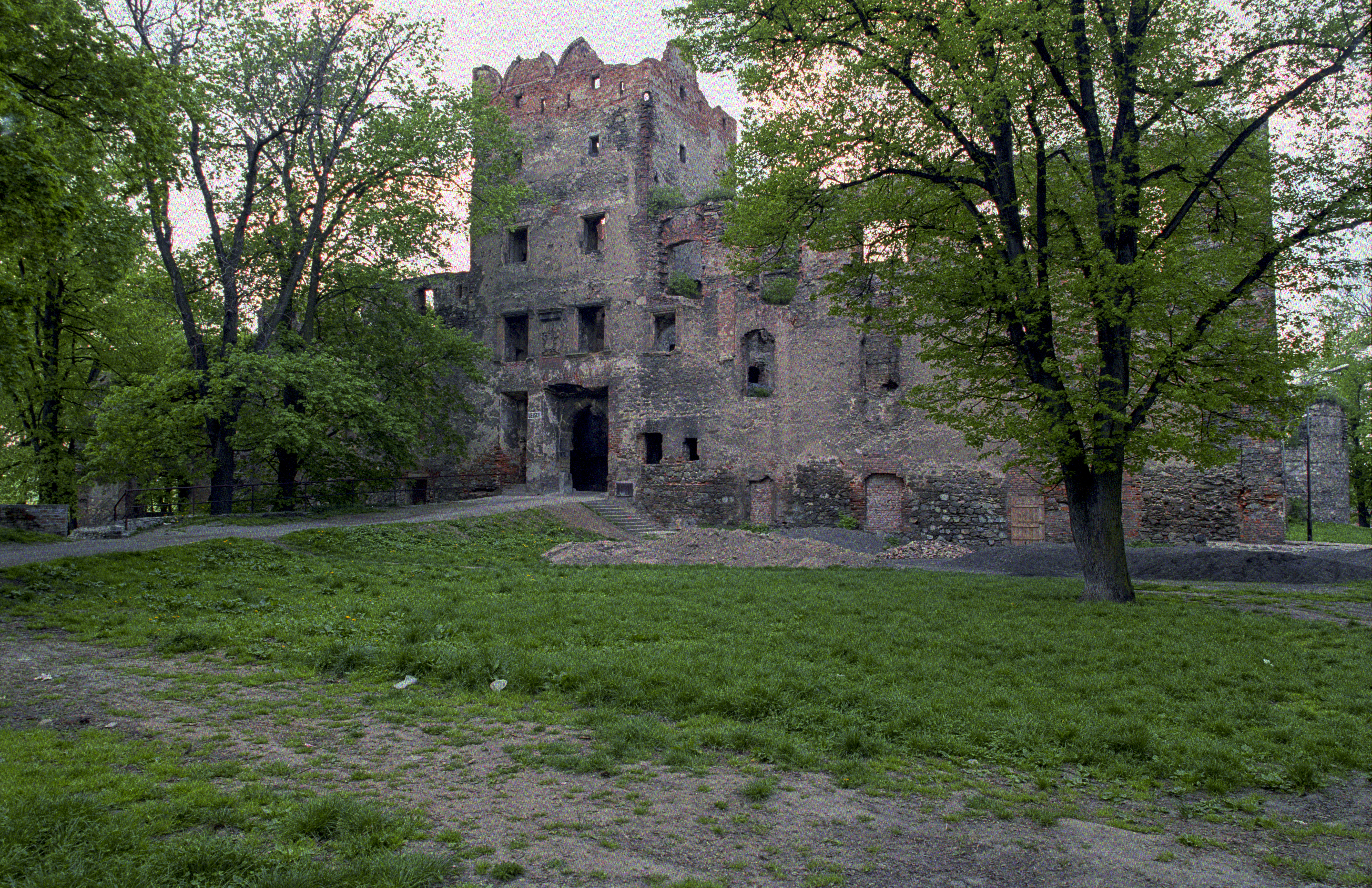
Zamek w Ząbkowicach Śląskich (1999)

W 1454 r. księstwo wraz z Ząbkowicami odkupił Jerzy z Podiebradów, namiestnik i wielkorządca Czech, późniejszy król czeski. W 1459 r. uzyskał od cesarza nadanie księstwa ziębickiego jako lenna dla swoich synów. Od tego momentu aż do 1569 r. panowała w nim z niewielkimi przerwami dynastia Podiebradów. Jej najwybitniejszym przedstawicielem był Karol I Podiebradowicz (1511–1536), który przeniósł siedzibę księstwa do Ząbkowic, gdzie rozpoczął budowę pierwszego na śląsku renesansowego zamku.
W 1569 r. księstwo znalazło się ponownie pod bezpośrednim panowaniem czeskim. 30 maja 1570 r. stany księstwa ząbkowickiego złożyły w Pradze hołd lenny cesarzowi Maksymilianowi II Habsburgowi za co ten wynagrodził je nadając im konstytucję krajową, w której zapewnił przestrzeganie wszystkich dotychczasowych przywilejów oraz przyrzekł, iż nigdy nie zostaną zastawione lub sprzedane. Księstwem w imieniu władcy miał zarządzać mianowany starosta.
Nad przestrzeganiem konstytucji miał czuwać specjalnie powołany do tego celu sąd krajowy, składający się ze starosty, opatów klasztorów cysterskich w Henrykowie i Kamieńcu, czterech przedstawicieli rycerstwa miejscowego i po dwóch przedstawicieli mieszczan z Ziębic i Ząbkowic. Cesarz ustanowił ponadto pieczęć urzędową z herbem księstwa (okręgu) ziębickiego i okręgu ząbkowickiego.
Mimo to w 1654 r. księstwo zostało dane w dziedziczne posiadanie księciu Johannowi Weikhardowi von Auerspergowi, sekretarzowi cesarza, za zasługi dla dworu habsburskiego w czasie wojny trzydziestoletniej. Auerspergowie władali księstwem do 1791 r.

### Pod panowaniem pruskim (niemieckim)

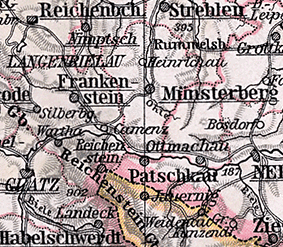
Mapa powiatów ząbkowickiego i ziębickiego na początku XX w.

W 1740 r. wojska pruskie pod bezpośrednim dowództwem króla Fryderyka II niespodziewanie zajęły Śląsk rozpoczynając trwające do 1763 r. wojny śląskie. Na mocy pokoju wrocławskiego z 11 czerwca 1742 r. większa część Śląska (w tym ziemia ząbkowicka) oraz ziemia kłodzka zostały przyłączone do Prus.
Władze pruskie rozpoczęły reorganizację administracji wywodzącej się jeszcze ze średniowiecza, dzieląc dotychczasowe księstwa na powiaty. Na terenie księstwa ziębickiego powołano do życia powiat ząbkowicki (Landkreis Frankenstein) i powiat ziębicki (Landkreis Muensternberg), których granice pokrywały się z dotychczasowymi dystryktami miejskimi.
Taki stan rzeczy przetrwał do 1932 r., mimo podejmowanych kilku reform administracyjnych, kiedy to decyzją władz pruskich zlikwidowano 1 sierpnia powiat ziębicki tłumacząc to działaniami oszczędnościowymi rządu. Ziębice wraz z okolicami zostały włączone do powiatu ząbkowickiego, a jego północna i wschodnia część do powiatu grodkowskiego i strzelińskiego. Od 1 listopada 1932 r. zaczął funkcjonować na tym obszarze tzw. wielki powiat ząbkowicki.

### W granicach Polski od 1945 r.
Powiat ząbkowicki został zajęty przez oddziały radzieckiej 59. Armii w maju 1945 r. Pod koniec tego miesiąca zaczęła działać tutaj polska administracja, a w grudniu tego samego roku powołano urząd starostwa powiatowego.
Powiat ząbkowicki w granicach niemal nie zmienionych sprzed II wojny światowej, wchodząc w skład województwa wrocławskiego, istniał do 1975 r., kiedy to w wyniku reformy administracyjnej zlikwidowano duże województwa i powiaty, wprowadzając w ich miejsce podziału dwuszczeblowy: gmina-województwo. Ziemia ząbkowicka znalazła się w granicach województwa wałbrzyskiego. Nowy podział przyniósł ze sobą marginalizację ziemi ząbkowickiej leżącej na obrzeżach województwa oraz degradację Ząbkowic Śląskich, które z ośrodka o znaczeniu regionalnym stały się jedynie siedzibą jednej z gmin.
Od początku lat 90 XX w. trwały prace nad reformą administracyjną Polski, która po burzliwych debatach została zakończona w 1998 r. reaktywacją powiatów w Polsce. Zgodnie z pierwotnymi założeniami rządu Jerzego Buzka został przywrócony powiat ząbkowicki w granicach sprzed 1975 r. Reforma weszła w życie 1 stycznia 1999 r.

## Polityka
Organem uchwałodawczym w powiecie ząbkowickim jest rada powiatu, licząca 19 radnych. Na jej czele stoi prezydium składające się z przewodniczącego oraz 2 zastępców. Rada powiatu wybiera organ wykonawczy, którym jest zarząd powiatu na czele ze starostą.

### Starostowie powiatu ząbkowickiego
| Lp. | Lata rządów | Imię i nazwisko      | Przynależność polityczna |
| --- | ----------- | -------------------- | ------------------------ |
| 1.  | 1998–2002   | Tadeusz Bielecki     |                          |
| 2.  | 2002–2006   | Zygmunt Kazimierczak | Powiat – Wspólna Sprawa  |
| 3.  | 2006–2010   | Ryszard Nowak        | Szansa dla Powiatu       |
| 4.  | od 2010     | Roman Fester         | Platforma Obywatelska    |

Mieszkańcy powiatu ząbkowickiego wybierają parlamentarzystów do Sejmu i Senatu z okręgów wyborczych z siedzibą OKW w Wałbrzychu, a posłów do Parlamentu Europejskiego z okręgu wyborczego nr 12.

## Media
Na terenie powiatu ząbkowickiego działa lokalny portal informacyjny ZabkowickieInfo.pl